# P.D. T'estimo
P.D. T'estimo o Postdata: T'estime (títol original en anglès, P.S. I Love You) és una pel·lícula de drama romàntic estatunidenc del 2007 dirigida per Richard LaGravenese a partir d'un guió de LaGravenese i Steven Rogers basat en la novel·la homònima del 2004 de Cecelia Ahern. La pel·lícula és protagonitzada per Hilary Swank, Gerard Butler, Lisa Kudrow, Gina Gershon, James Marsters, Harry Connick Jr. i Jeffrey Dean Morgan. S'ha doblat i subtitulat al català oriental central amb el títol de P.D. T'estimo, i al valencià per a À Punt amb el nom de Postdata: T'estime.
La pel·lícula es va estrenar als Estats Units el 21 de desembre de 2007 a càrrec de Warner Bros. Pictures. Va rebre crítiques per l'actuació de Swank i pel guió. Tanmateix, va ser un èxit de taquilla i va recaptar 156,8 milions de dòlars a tot el món per un pressupost de 30 milions. El 2019, Swank va expressar interès a adaptar el llibre de seguiment a una segona pel·lícula.

## Argument
Holly Kennedy és una jove viuda que busca canviar el rumb de la vida després de la mort del seu marit Gerry. Però un dia, celebrant el seu 30 aniversari, descobreix que aquest li ha deixat diverses cartes amb la mateixa data de post: PD: T'estimo.
Aquesta s'obsessiona amb el contingut de les cartes i la seva mare, juntament amb les seves amigues més properes de Holly, Sharon i Denise, comencen a creure que Holly s'està aferrant massa a un passat que no tornarà.

## Repartiment
- Hilary Swank com a Holly Kennedy
- Gerard Butler com a Gerry Kennedy
- Lisa Kudrow com a Denise Hennessey
- Gina Gershon com a Sharon McCarthy
- James Marsters com a John McCarthy
- Harry Connick Jr. com a Daniel Connelly
- Jeffrey Dean Morgan com a William Gallagher
- Nellie McKay com a Ciara Reilly
- Kathy Bates com a Patricia Reilly
- Anne Kent com a Rose Kennedy
- Brian McGrath com a Martin Kennedy

## Producció
La pel·lícula es va rodar a Nova York i al Comtat de Wicklow, Irlanda. La pel·lícula està dedicada a la fotògrafa Windland Smith Rice, germana de Molly Smith, una de les productores.

## Premis
- 2008. Golden Camera, Germany: Hillary Swank guanyadora del premi Best International Actress (millor actriu internacional).
- 2008. Irish Film and Television Awards: Hillary Swank guanyadora del premi Best International Actress (millor actriu internacional).
- 2008. Golden Trailer Awards: Nominada a Best Romance Poster (millor cartell romàntic). Nominada a Best Romance (millor Romanç).
- 2009. MTV Movie Awards, Russia: Nominada a Best International Movie (millor pel·lícula internacional)